# (11788) Nauchnyj
(11788) Nauchnyj est un astéroïde de la ceinture principale.

## Description
(11788) Nauchnyj est un astéroïde de la ceinture principale. Il fut découvert le 21 août 1977 à Naoutchnyï par Nikolaï Tchernykh. Il présente une orbite caractérisée par un demi-grand axe de 2,37 UA, une excentricité de 0,25 et une inclinaison de 2,4° par rapport à l'écliptique.

## Compléments